# 日立市立大久保中学校
日立市立大久保中学校（ひたちしりつおおくぼちゅうがっこう）は、茨城県日立市末広町5-12-34にある日立市立中学校。

## 沿革

### 年表
- 1960年4月1日 - 日立市立多賀中学校大久保分校が開設[3]。
- 1961年4月1日 - 日立市立大久保中学校として独立[4]。
- 2009 - 2010年度 - 大久保中学校校舎改築事業[5]。
- 2011年3月23日 - 新校舎が完成[6]。
- 2021年度- 教育課程実践検証協力校事業（保健体育）研究指定校に指定[7]。
- 2023年度 - 茨城県教育委員会保健体育課学校訪問研究指定校に指定[8]。
- 2024年度 - 1人1台端末を活用した学びのイノベーション推進プロジェクト（英語）研究指定校に指定[9]。

## 教育方針
（出典：）
学校教育目標
豊かな人間性を身につけた 心身ともにたくましい生徒の育成
組織目標
「気付き、考え、行動し、未来を拓く」～Diversity & Inclusion（多様性と一体性・包括）～

## 部活動
特にサッカー部は、昔からの伝統が受け継がれている。全国中学校サッカー大会で準優勝した経験もある。また、陸上競技部も強豪で2024年度には、男4×100mリレー・男子走幅跳におい全国中学校陸上に出場している。

（出典：）

### 運動部
- サッカー部
- 陸上競技部
- 女子バレーボール部
- 野球部
- 女子ソフトテニス部
- 男子ソフトテニス部
- 女子バスケットボール部
- 男子バスケットボール部
- 卓球部
- 柔道部

### 文化部
- 国際情報部
- 美術部
- 吹奏楽部

## 通学区域
（出典：）
- 日立市大久保町
- 日立市金沢町2丁目11から17番
- 日立市桜川町
  - 1丁目
  - 2丁目
  - 3丁目1・2・12から20番
  - 4丁目1から5番、10から19番
- 日立市末広町
- 日立市諏訪町
  - 4丁目1から15・20から40番
  - 5丁目
  - 6丁目
- 日立市多賀町
  - 1丁目
  - 2丁目
  - 3丁目
  - 4丁目1から3・7・8番
  - 5丁目1から3・11から16番
- 日立市千石町
- 日立市中丸町
- 日立市塙山町

## 進学前小学校
- 日立市立大久保小学校
- 日立市立塙山小学校
- 日立市立諏訪小学校

## 学区内の主な施設
- 諏訪交流センター
- 多賀市民プラザ
  - 日立市役所多賀支所
  - 大久保交流センター
  - 多賀市民会館
- 塙山交流センター
- 日立市立多賀図書館
- 多賀消防署

## 交通
- JR常磐線 常陸多賀駅より徒歩約30分[14]